# Егідіюс Бауба
Егіді́юс Ба́уба (лит. Egidijus Bauba; народився 25 березня 1977) — литовський хокеїст, нападник.  
Виступав за «Енергія» (Електренай), «Тівалі» Мінськ, «Слезан» (Опава), «Латгале», «Комета» (Брно), «Слован» (Росице, Чехія), «Пршеров» (Чехія), «Шумперк» (Чехія), «Свіндон Вайлкетс» (Велика Британія), «Бристоль Пітбульс» (Велика Британія) і «Берген» (Норвегія).
У складі національної збірної Литви провів 83 матчі (92 очки); учасник чемпіонатів світу 1997 (група «С»), 1998 (група «С»), 1999 (група «С»), 2000 (група «С»), 2001 (дивізіон I), 2002 (дивізіон II), 2003 (дивізіон I), 2004 (дивізіон II), 2005 (дивізіон I), 2006 (дивізіон I), 2007 (дивізіон I), 2008 (дивізіон I), 2009 (дивізіон I) і 2010 (дивізіон I), 2011 (дивізіон 1), 2015 (дивизіон 1В). 
Молодший брат гравця збірної Литви і київського «Сокола» Дайнюса Бауби.